# Eukoenenia navi
Espèce
Eukoenenia navi est une espèce de palpigrades de la famille des Eukoeneniidae.

## Distribution
Cette espèce est endémique du Minas Gerais au Brésil.

## Publication originale
- Souza & Ferreira, 2018 : Pandora is on Earth: new species of Eukoenenia (Palpigradi) emerging at risk of extinction. Invertebrate Systematics, vol. 32, no 3, p. 581-604.